# Jānis Paipals
Jānis Paipals (ur. 28 września 1983 w Gulbene) – łotewski biegacz narciarski, zawodnik klubu Gulbene.

## Kariera
Po raz pierwszy na arenie międzynarodowej pojawił się  31 stycznia 2006 roku, podczas mistrzostw świata juniorów w Kranju (Słowenia), gdzie zajął 59. miejsce w sprincie stylem dowolnym.
W Pucharze Świata zadebiutował 11 stycznia 2014 roku w Nové Město na Moravě, gdzie zajął 75. miejsce. w sprincie stylem dowolnym. Pucharowych punktów do tej pory nie zdobył.

## Osiągnięcia

### Igrzyska olimpijskie
| Miejsce | Dzień     | Rok  | Miejscowość | Konkurencja              | Czas biegu  | Strata       | Zwycięzca           |
| ------- | --------- | ---- | ----------- | ------------------------ | ----------- | ------------ | ------------------- |
| 72.     | 15 lutego | 2010 | Vancouver   | 15 km stylem dowolnym    | 33:36,3 min | +4:41,7 min  | Dario Cologna       |
| 62.     | 17 lutego | 2010 | Vancouver   | Sprint stylem klasycznym | —           | —            | Nikita Kriukow      |
| LPD.    | 20 lutego | 2010 | Vancouver   | 30 km bieg łączony       | 1:15:11,4 h | zdublowany   | Marcus Hellner      |
| 71.     | 11 lutego | 2014 | Soczi       | Sprint stylem dowolnym   | —           | —            | Ola Vigen Hattestad |
| DNF.    | 14 lutego | 2014 | Soczi       | 15 km stylem klasycznym  | 38:29,7 min | nie ukończył | Dario Cologna       |

### Mistrzostwa Świata
| Miejsce | Dzień     | Rok  | Miejscowość | Konkurencja              | Czas biegu  | Strata       | Zwycięzca           |
| ------- | --------- | ---- | ----------- | ------------------------ | ----------- | ------------ | ------------------- |
| DNF.    | 22 lutego | 2009 | Liberec     | 30 km bieg łączony       | 1:15:52,4 h | nie ukończył | Petter Northug      |
| 67.     | 24 lutego | 2009 | Liberec     | Sprint stylem dowolnym   | —           | —            | Ola Vigen Hattestad |
| 81.     | 19 lutego | 2015 | Falun       | Sprint stylem klasycznym | 3:02,35 min | —            | Petter Northug      |

### Mistrzostwa świata młodzieżowców
| Miejsce | Dzień       | Rok  | Miejscowość | Konkurencja             | Czas biegu  | Strata       | Zwycięzca        |
| ------- | ----------- | ---- | ----------- | ----------------------- | ----------- | ------------ | ---------------- |
| 59.     | 31 stycznia | 2006 | Kranj       | Sprint stylem dowolnym  | —           | —            | Harald Wurm      |
| 60.     | 2 lutego    | 2006 | Kranj       | 15 km stylem klasycznym | 38:23,9 min | +6:27,4 min  | Franz Göring     |
| DNF.    | 4 lutego    | 2006 | Kranj       | 30 km bieg łączony      | 1:17:19,7 h | nie ukończył | Aleksandr Legkow |

### Puchar Świata

#### Miejsca w klasyfikacji generalnej
| Sezon     | Miejsce           |
| --------- | ----------------- |
| 2013/2014 | niesklasyfikowany |

#### Miejsca na podium
Paipals nigdy nie stał na podium indywidualnych zawodów Pucharu Świata.

#### Miejsca w poszczególnych konkursachPucharu Świata
| Sezon 2013/2014 |                      |                     |                |                            |                       |                    |                     |                        |                      |                          |                            |                                |                              |                             |     |                                   |                               |                                  |                        |                     |                   |                      |                     |                     |                    |                         |                            |        |        |        |        |        |        |        |        |        |        |        |        |        |        |        |        |        |        |        |        |        |        |
| Ruka 29.11 (SP C) | Ruka 30.11 (10 km C) | Ruka 1.12 (15 km F) | Nordic Opening | Lillehammer 7.12 (15 km C) | Davos 14.12 (30 km F) | Davos 15.12 (SP F) | Asiago 21.12 (SP C) | Oberhof 28.12 (4 km F) | Oberhof 29.12 (SP F) | Lenzerheide 31.12 (SP F) | Lenzerheide 1.01 (15 km C) | Cortina-Toblach 3.01 (35 km F) | Val di Fiemme 4.01 (15 km C) | Val di Fiemme 5.01 (9 km F) | TdS | Nové Město na Moravě 11.01 (SP F) | Szklarska Poręba 18.01 (SP F) | Szklarska Poręba 19.01 (15 km C) | Toblach 1.02 (15 km C) | Toblach 2.02 (SP F) | Lahti 1.03 (SP F) | Lahti 2.03 (15 km F) | Drammen 5.03 (SP C) | Oslo 9.03 (50 km C) | Falun 14.03 (SP C) | Falun 15.03 (2 × 15 km) | Finał Pucharu Świata 16.03 | punkty | punkty | punkty | punkty | punkty | punkty | punkty | punkty | punkty | punkty | punkty | punkty | punkty | punkty | punkty | punkty | punkty | punkty | punkty | punkty | punkty | punkty |
| - | -                    | -                   | -              | -                          | -                     | -                  | -                   | -                      | -                    | -                        | -                          | -                              | -                            | -                           | -   | 75                                | -                             | -                                | -                      | -                   | -                 | -                    | -                   | -                   | -                  | -                       | -                          | 0      | 0      | 0      | 0      | 0      | 0      | 0      | 0      | 0      | 0      | 0      | 0      | 0      | 0      | 0      | 0      | 0      | 0      | 0      | 0      | 0      | 0      |
| Legenda |                      |                     |                |                            |                       |                    |                     |                        |                      |                          |                            |                                |                              |                             |     |                                   |                               |                                  |                        |                     |                   |                      |                     |                     |                    |                         |                            |        |        |        |        |        |        |        |        |        |        |        |        |        |        |        |        |        |        |        |        |        |        |
| 1 2 3 4-10 11-30 31-100 wyniki anulowane - – zawodnik nie wystartował TdS – Tour de Ski DNS – Zawodnik został zgłoszony do biegu, ale w nim nie wystartował DNF – Zawodnik nie ukończył biegu |                      |                     |                |                            |                       |                    |                     |                        |                      |                          |                            |                                |                              |                             |     |                                   |                               |                                  |                        |                     |                   |                      |                     |                     |                    |                         |                            |        |        |        |        |        |        |        |        |        |        |        |        |        |        |        |        |        |        |        |        |        |        |